# Łukasz Grodzicki
Łukasz Grodzicki (ur. 25 lutego 1988 w Gdańsku) – polski żeglarz, reprezentant Polski w windsurfingu.

## Życiorys
Jest reprezentantem i wychowankiem Sopockiego Klubu Żeglarskiego Hestia Sopot oraz studentem Akademii Wychowania Fizycznego w Gdańsku. Windsurfing zaczął trenować w 1998 roku. Występuje w klasie RSX.
W 2005 został ogłoszony Żeglarzem Roku przez Polski Związek Żeglarski. Jest laureatem nagrody Polskiego Komitetu Olimpijskiego – Nadziei Olimpijskiej im. Eugeniusza Pietrasika, dla młodych zdolnych polskich sportowców.

## Sukcesy
- Mistrzostwa Świata Juniorów
  -  Mistrz w klasie Mistral: 2005 (Sopot, Polska)
  -  Mistrz w klasie RSX: 2007 (Sopot, Polska)
  -  Wicemistrz w klasie Mistral: 2003 (Mérida, Meksyk)
  -  3. miejsce w klasie Mistral: 2004 (Nessebar, Bułgaria)
- Mistrzostwa Świata ISAF
  -  Mistrz w klasie Mistral: 2005 (Pusan, Korea Południowa)[2]
  -  Mistrz w klasie RSX: 2006 (Weymouth, Wielka Brytania)
- Uniwersjada
  -  2. miejsce w klasie RSX: 2011 (Shenzhen, Chiny)